# Календаско
Календа̀ско (на италиански: Calendasco, на местен диалект Calindàsch, Калиндаск) е село и община в северна Италия, провинция Пиаченца, регион Емилия-Романя. Разположено е на 55 m надморска височина. Населението на общината е 2509 души (към 2010 г.).